# Gladiator

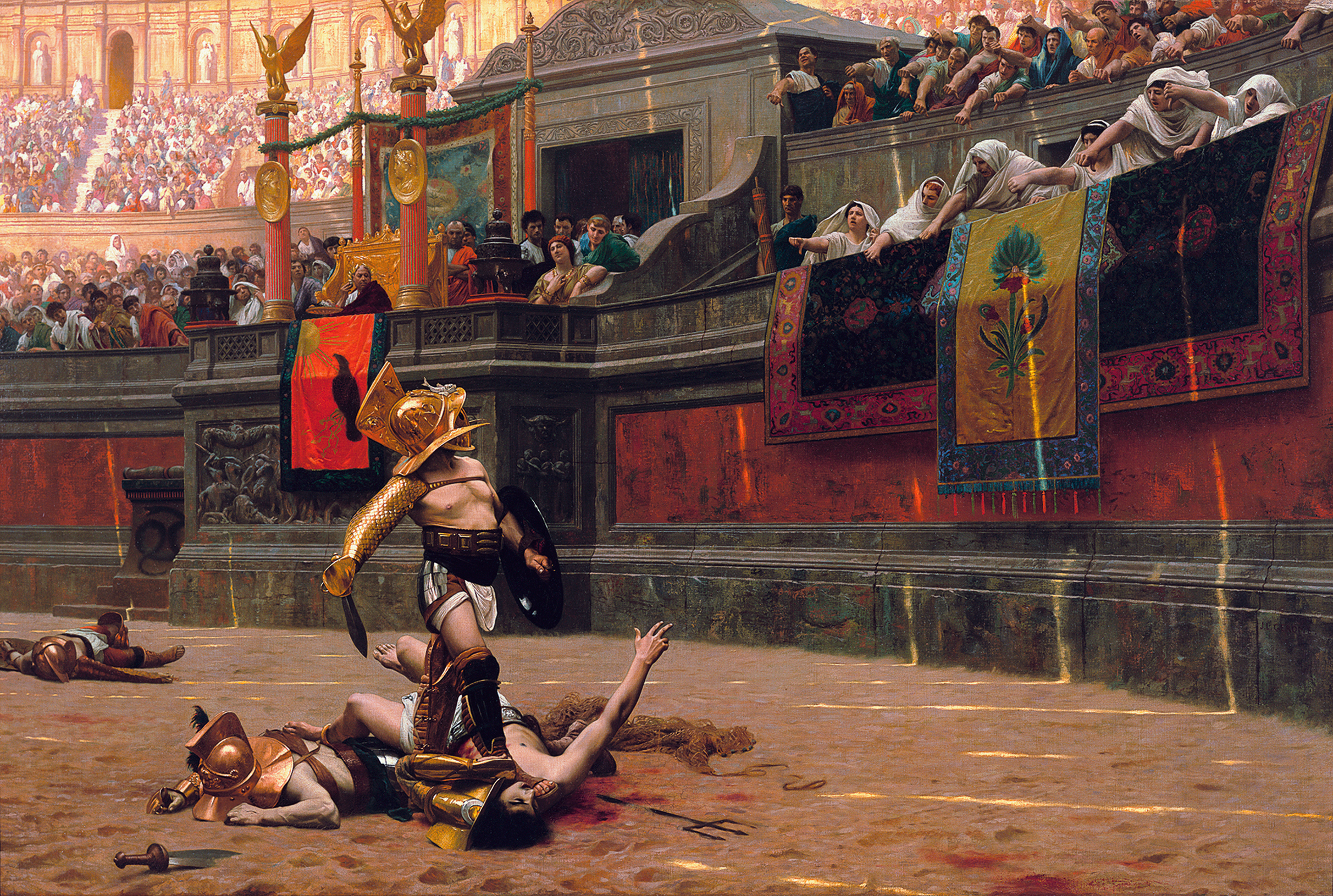
Jean-Léon Gérôme, 'Pollice Verso', 1872. Een murmillo heeft een retiarius verslagen in het Colosseum.

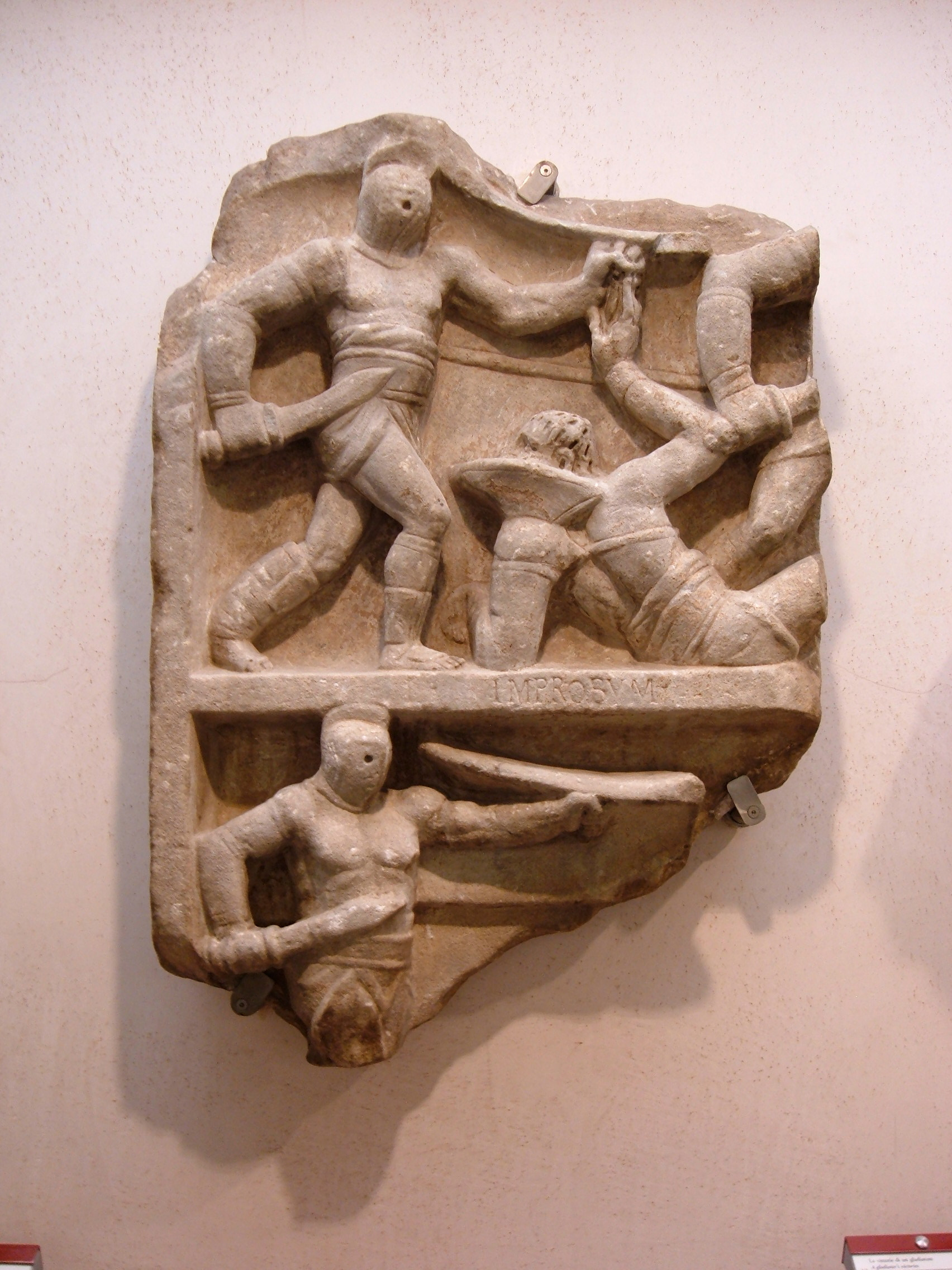
Een secutor verslaat een retiarius

Een gladiator was bij de oude Romeinen iemand die een gevecht leverde als volksvermaak. Het woord gladiator is afgeleid van gladius, Latijn voor zwaard, en betekent ‘zwaardvechter’, hoewel gladiatoren ook wel andere wapens gebruikten.

## Oorsprong en ontwikkeling van gladiatorengevechten
Gladiatorengevechten zijn vermoedelijk ontstaan uit lijkspelen ter ere van vooraanstaande doden. Daarbij werden gevechten op leven en dood gehouden, omdat men veronderstelde dat het bloed van de vechters de overledene kracht zou verlenen voor de overtocht naar de onderwereld. Ze mochten zelfs al het bloed in een kom doen en het in hun bad gooien en er in baden. Op grafschilderingen uit de stad Paestum in Campanië, die dateren van de vierde eeuw v.Chr., zijn tweegevechten van gewapende strijders te zien. Misschien zijn deze gevechten door de Grieken die in Zuid-Italië en Campanië woonden, geïntroduceerd. Het is aannemelijk dat de Romeinen de gewoonte van dodelijke gevechten bij begrafenissen overnamen vanuit Campanië. Er is overigens ook een theorie dat de Romeinen de gladiatorengevechten overnamen van de Etrusken.
De eerste vermelding van gladiatorengevechten in Rome betreft het jaar 264 v.Chr. De beide zoons van de oud-consul Junius Brutus Pera lieten bij de begrafenis van hun vader drie paren gladiatoren tegen elkaar vechten op het Forum Boarium, de Rundermarkt. De gevechten werden aangeduid als munera (meervoud van munus), ‘verplichtingen’ jegens de dode. In de 3e t/m de 1e eeuw v.Chr. werden er regelmatig gladiatorengevechten georganiseerd met steeds grotere aantallen gladiatoren. De optredens vonden nu plaats op het Forum Romanum en werden steeds meer publieksevenementen. In 216 v.Chr. lieten de zoons van Aemilius Lepidus gedurende drie dagen 22 paren gladiatoren optreden, terwijl het aantal al was opgelopen tot 74 paren bij de spelen die Titus Flamininus organiseerde voor zijn overleden vader in 174 v.Chr.
Gladiatorengevechten maakten voor het eerst deel uit van de openbare spelen (Ludi) die door de overheid georganiseerd werden in 42 v.Chr., toen de aediles tijdens het feest van de Cerealia gladiatorengevechten in het programma opnamen. Maar vooral keizer Augustus en de latere keizers organiseerden vele gladiatorengevechten om het volk gunstig te stemmen: panem et circenses. Sinds de tijd van Augustus mochten ook praetoren gladiatorenspelen organiseren, sinds Claudius ook quaestoren. In de provinciesteden organiseerden rijke burgers gladiatorengevechten om populariteit te krijgen bij de bevolking.
In 325 vaardigde keizer Constantijn de Grote een verbod uit tegen de gladiatorenspelen in het oostelijke deel van het rijk, al had dit verbod op langere termijn geen effect. Van keizer Honorius wordt wel gezegd dat hij de spelen definitief verbood. Maar deze uitspraak is slechts gebaseerd op een voorval met een monnik, Telemachus, in het jaar 404. Deze was naar Rome gekomen om te protesteren tegen de gladiatorengevechten. Hij ging tijdens een voorstelling de arena in om de gladiatoren van een gevecht af te houden, waarop het publiek de monnik aan stukken scheurde. Honorius zou toen de gladiatoren definitief uit Rome hebben verwijderd. Hoe dan ook, er kwam aan het begin van de vijfde eeuw een einde aan de gladiatorengevechten.

## Gladiatorengevechten

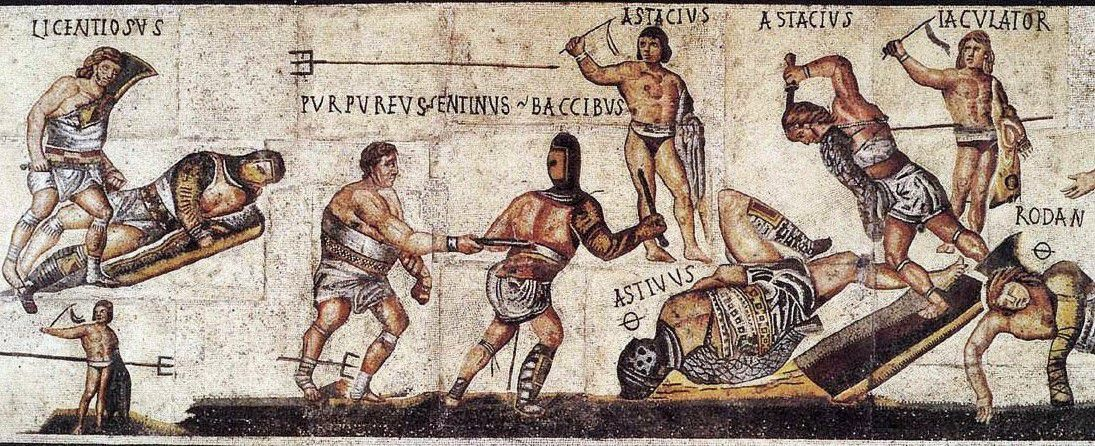
Romeins mozaïek uit de 4de eeuw met gladiatorengevechten in de Galleria Borghese (Rome). Bij Astivus staat een Θ, de Griekse letter thèta, van het woord thanatos, 'dood'.

De gladiatorengevechten vormden het hoogtepunt van een dagprogramma dat in de loop van de tijd een vaste indeling had gekregen. De avond voor een gevecht werd er een feestmaal voor de gladiatoren gehouden. ’s Morgens traden eerst venatores (jagers) op in venationes (jachtpartijen), en vochten bestiarii (wilde-dierenvechters) met wilde dieren. Tussen de middag werden gevangenen die tot de wilde dieren waren veroordeeld (damnatio ad bestias), voor de wilde dieren gegooid. ’s Middags vonden de eigenlijke gladiatorengevechten plaats. Deze begonnen met een pompa (optocht) waarbij de gladiatoren zich aan het publiek lieten zien. Daarna volgde het inspelen waarbij de gladiatoren twee aan twee schijngevechten hielden met houten wapens. De tuba gaf het teken dat de echte gevechten begonnen.
Wegens een historisch misverstand werd lange tijd aangenomen dat de gladiatoren voor de aanvang van hun gevecht de keizer begroetten met de woorden "Ave Caesar, morituri te salutant". Deze uitspraak wordt echter maar één keer beschreven in de antieke bronnen en dat was niet eens bij een gladiatorengevecht.
Als er na lange tijd vechten geen winnaar was, of als een van de gladiatoren zich overgaf, kwam de scheidsrechter tussenbeide en vroeg het publiek te beslissen. Eventueel kon een gevecht onbeslist aflopen. De verliezer die niet in het gevecht werd gedood, mocht de arena doorgaans levend verlaten (missus, 'heengezonden' heette dat). Maar vooral in de keizertijd nam het aantal gevechten toe waarvan tevoren was vastgesteld dat ze sine missione (zonder genade) waren. Als er geen beslissing kwam, kon het publiek aangeven of de gladiator gedood moest worden met het teken pollice verso (met gedraaide duim); of de duim daarbij naar boven of naar beneden werd gedraaid, is geen uitgemaakte zaak.
De overwinnaar kreeg een prijs: een olijftak en een geldbedrag, en soms ook een lauwerkrans. Hij verliet het amfitheater via de Porta Sanavivaria (Poort van Gezondheid en Leven). Een dode verliezer werd op een baar afgevoerd door de Porta Libitinaria (Poort van Libitina, de godin van dood en begrafenis). Achter de schermen werd zijn hals doorgesneden of zijn schedel ingeslagen om er zeker van te zijn dat hij echt dood was.

## Soorten gladiatoren

### De meest voorkomende soorten

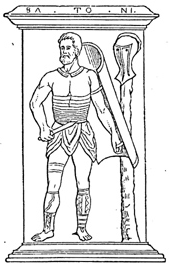
Murmillo

Er waren vele soorten gladiatoren, maar het meest kwamen de thraex, de retiarius en de murmillo voor. De oudste soorten gladiatoren droegen de naam van een volk: de Samniet en de Galliër. Hun uitrusting bestond uit dezelfde wapens als die waarmee de Samnieten en Galliërs in hun oorlogen met de Romeinen gewoonlijk vochten.
- De Samniet (samnis) was oorspronkelijk lichtbewapend, maar werd steeds zwaarder bewapend. Hij droeg een helm met pluim en een vizier, een beenplaat aan zijn linkerbeen tot aan zijn dij, een groot schild en een kort zwaard. Vanaf de vroege keizertijd werd hij hoplomachus (Grieks voor ‘zwaarbewapende’) genoemd.
- De Galliër (gallus) was waarschijnlijk oorspronkelijk ook lichtbewapend, maar kreeg later een steekzwaard (gladius), een langwerpig schild en een helm. Zijn naam veranderde in de vroege keizertijd in murmillo of mirmillo. Deze naam is afgeleid van een bepaald soort vis, omdat hij vaak vocht tegen de retiarius die hem als het ware in zijn net ving. Er zijn twee andere theorieën over de naam: ofwel zijn helm was versierd met een vis die in Grieks mormulos heette, ofwel hij is genoemd naar de vis murma, een zeevis die in netten werd gevangen.
- De Thraciër (thraex) verscheen vanaf de tweede eeuw voor Chr. Hij had een vrij klein kromzwaard (sica), een klein rond (soms vierkant) schild van 60 bij 65 centimeter, een helm en hoge bronzen beenplaten.
- De retiarius ('netvechter') had een groot net (rete) met een doorsnee van 3 m, een drietand en soms ook een dolk. Hij had alleen bescherming om zijn linkerarm en -schouder. Vaak droeg hij ook een bronzen beschermingsplaat (galerus) van zijn nek tot linkerelleboog.
- Vaak vocht de retiarius tegen de secutor die om die reden ook wel contraretiarius werd genoemd. Hij had een langwerpig schild en een steekzwaard. Opvallend was zijn eivormige helm zonder rand en met een metalen kam, waarschijnlijk zo ontworpen om minder makkelijk in het net van de retiarius vast te haken.
- Een provocator (‘uitdager’) vocht doorgaans tegen een andere provocator. Hij viel zijn tegenstander uit een onverwachte hoek plotseling aan. Hij had een lang rechthoekig schild, een borstpantser, een beenplaat alleen over het linkerbeen, een helm en een kort zwaard.

### Bijzondere soorten gladiatoren

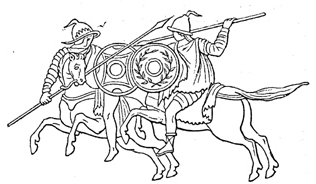
Andabatae

- Eques (‘ruiter’): vocht alleen tegen een andere eques. Waarschijnlijk vochten ze eerst te paard en vervolgens te voet.
- Dimachaerus (‘met twee zwaarden’): waarschijnlijk een type gladiator dat met zwaarden in beide handen vocht.
- Essedarius: lichte wagenstrijder, die met een wagen (essedum of esseda) de arena binnen kwam rijden.
- Andabata: een gladiator die ‘blind’ vocht met een helm met gesloten vizier.
- Laquearius: vocht met een lasso.

### Overige benamingen
- Catervarius: de naam die werd gebruikt voor een gladiator die niet alleen vocht, maar deel uitmaakte van een groepje (caterva) gladiatoren.
- Fiscalis: een gladiator die werd getraind en onderhouden op kosten van de staatskas (fiscus).
- Meridianus: vocht op het midden van de dag na de wilde-dierengevechten in de ochtend. Hij was licht bewapend.
- Ordinarius: benaming voor een gewone gladiator die in paren vocht.
- Postulaticius: een gladiator om wie door het publiek als een extraatje werd gevraagd, naast de gladiatoren die de organisator van de gevechten al aanbood.

### Vrouwelijke gladiatoren
Er traden af en toe ook vrouwen op als gladiator. Al in 11 na Chr. werd er een senaatsbesluit uitgevaardigd dat vrijgeboren vrouwen onder de 20 voortaan niet meer in de arena mochten optreden. Getuigenissen over optredens van zulke gladiatrices stammen vooral uit de tijd van keizer Nero en de Flavische keizers. De enige afbeelding van vrouwelijke gladiatoren die bewaard is, uit Halicarnassus in Klein-Azië, laat twee gladiatrices zien met een groot schild en klein zwaard, maar zonder helm, waarschijnlijk om het publiek goed te laten zien dat ze vrouwen waren. Keizer Septimius Severus verbood in 200 na Chr. de deelname van vrouwen aan de gevechten.

## Status van de gladiator

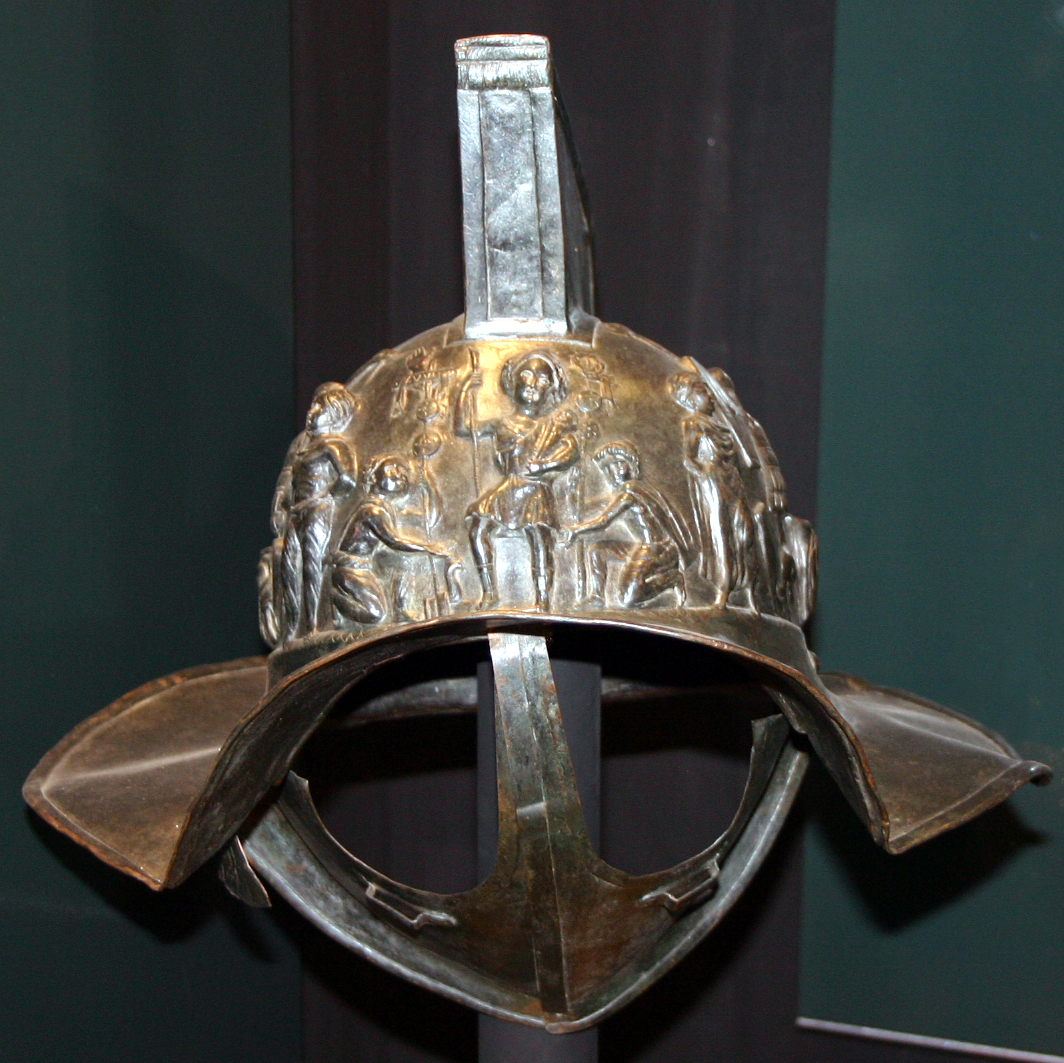
19de-eeuwse replica van een in Pompeï gevonden helm van een hoplomachus of Samniet

Gladiatoren waren eerst alleen krijgsgevangenen, zware misdadigers of slaven. Vanaf de eerste eeuw v.Chr. konden ook vrijgeborenen gladiator worden. Ondanks hun lage officiële status werden sommige gladiatoren wel populair, zoals blijkt uit een graffito uit Pompeii: Celadus traex suspirium puellarum ('Celadus de Thraciër laat de meisjes zuchten').
Ook mannen uit de ridder- en senatorenstand namen vanaf de eerste eeuw v.Chr. af en toe deel aan gladiatorengevechten. In 11 na Chr. gaf Augustus ridders toestemming om in de arena te vechten. Tiberius probeerde in 15 na Chr. een einde aan deze praktijk te maken door een verbod in te stellen. Latere keizers namen zelfs af en toe zelf deel aan de gevechten. Het bekendst is het optreden van Commodus als gladiator (te zien in de film Gladiator).
Af en toe werden gladiatoren ook ingezet in oorlogen, o.a. in de burgeroorlog tussen Julius Caesar en Pompeius en in de oorlog tegen de Marcomannen onder Marcus Aurelius. In de tijd van de Republiek vormden gladiatoren wel de lijfwacht van politici.

## Training
Gladiatoren verbleven in gladiatorenscholen (ludi) die onder leiding stonden van een gladiatorenbaas (lanista), die zijn gladiatoren verhuurde voor gevechten. De eerste gladiatorenscholen stonden in Capua. Hier begon Spartacus in 73 v. Chr. zijn slavenopstand. Een aankomend gladiator (novicius) moest een eed (sacramentum) zweren waarmee hij zich aan de goden van de onderwereld wijdde op wier bevel zijn leven werd gespaard of geofferd, en waarin hij beloofde vernederingen van de ergste soort te doorstaan. Vrijwilligers tekenden een contract (auctoramentum) bij de gladiatorenbaas, waarin stond voor welke periode het gold, wat ze zouden verdienen en hoe vaak en met welke wapens ze zouden vechten.
De gladiatorenscholen waren het bezit van de lanista. Alleen de vier gladiatorenscholen bij het Colosseum in Rome, waarvan de Ludus Magnus de grootste was, waren geen particulier eigendom maar stonden onder leiding van keizerlijke beambten (procuratores). De scholen waren rechthoekige gebouwen met een trainingsveld in het midden. De gladiatoren hadden er kleine cellen. In de school trainde de gladiator dagelijks onder leiding van een gespecialiseerde oefenmeester (doctor) op een bepaald wapen. Bij de trainingen werd met houten wapens getraind op een bijna 2 meter lange paal (palus). De novicius die zijn training had afgerond werd tiro (rekruut) genoemd. Als hij eenmaal zijn eerste gevecht had gehad werd hij een veteranus. In de gladiatorenschool was een rangorde. De beste vechters trainden bij de eerste paal (primus palus) en kregen daarom ook de titel primus palus. De volgende werden secundus palus (tweede paal) genoemd enzovoort.

## Plaats van de gladiatorengevechten
De vaste plek voor gladiatorengevechten was in de keizertijd het amfitheater. Voordat er amfitheaters waren, werden in Rome de gladiatorengevechten in de 3de t/m de 1ste eeuw v.Chr. vooral op het Forum Romanum gehouden. Voor de toeschouwers werden houten tribunes neergezet. Aan het eind van de tweede eeuw v.Chr. ontstonden in Campanië, in de steden Capua, Liternum en Cumae, de eerste stenen amfitheaters. Ook in Pompeï werd al in 70 v.Chr. een stenen amfitheater aangelegd. In Rome werd in de jaren 34-29 v.Chr. door Statilius Taurus voor het eerst een stenen amfitheater gebouwd op het Marsveld, maar de spelen vonden ook daarna nog lange tijd plaats op het Forum Romanum, en het amfitheater van Statilius Taurus werd in 64 bij de grote brand van Rome verwoest. Het belangrijkste amfitheater in Rome werd het Amfitheatrum Flavium, beter bekend als het Colosseum, dat in de jaren 69-79 werd gebouwd. In de keizertijd kregen vrijwel alle belangrijke provinciesteden ook een amfitheater.